# 5th Gear
5th Gear è il sesto album in studio di Brad Paisley, pubblicato nel 2007.

## Tracce
1. All I Wanted Was a Car - 4:05 - (Brad Paisley, Chris DuBois, Kelley Lovelace)
2. Ticks - 4:33 - (Paisley, Tim Owens, Lovelace)
3. Online - 4:56 - (Paisley, DuBois, Lovelace)
4. Letter to Me - 4:41 - (Paisley)
5. I'm Still a Guy - 4:11 - (Paisley, Lovelace, Lee Thomas Miller)
6. Some Mistakes - 4:57 - (Paisley, Owens)
7. It Did - 3:55 - (Jim Collins, Marv Green)
8. Mr. Policeman - 4:15 - (Paisley, Jim Beavers, DuBois)
9. If Love Was a Plane - 3:56 - (Paisley)
10. Oh Love (feat. Carrie Underwood) - 4:11 - (Hillary Lindsey, Aimee Mayo, Gordie Sampson)
11. Better Than This - 3:12 - (DuBois, David Lee Murphy, Trent Willmon)
12. With You, Without You - 4:54 - (Paisley, Casey Beathard, DuBois)
13. Previously (feat. the Kung Pao Buckaroos) - 0:55
14. Bigger Fish to Fry (feat. the Kung Pao Buckaroos) - 4:25 - (Steve Bogard, Jeff Stevens)
15. When We All Get to Heaven - 3:54 - (Eliza Hewitt, Emily Wilson)
16. Throttleneck (instrumental) - 5:16 - (Paisley, Frank Rogers, Ben Sesar)
17. Outtake 1 (hidden track) - 0:26
18. Outtake 2 (hidden track) - 0:46
19. You Love Me So Good (iTunes preorder exclusive) - 8:00